# A Kaposvári Rákóczi FC 2010–2011-es szezonja
A Kaposvári Rákóczi FC 2010–2011-es szezonja szócikk a Kaposvári Rákóczi FC első számú férfi labdarúgócsapatának egy idényéről szól, mely sorozatban a 7., összességében pedig a 12. idénye a csapatnak a magyar első osztályban. A klub fennállásának ekkor volt a 87. évfordulója.

## Mérkőzések
| Színmagyarázat | Színmagyarázat |
| -------------- | -------------- |
|                | Győzelem.      |
|                | Döntetlen.     |
|                | Vereség.       |

### Monicomp Liga 2010–11

#### Őszi fordulók
| 1. forduló 2010. július 31. 19:00 |

| Zalaegerszegi TE                               | 3 – 5               | Kaposvári Rákóczi                                                          |
| ---------------------------------------------- | ------------------- | -------------------------------------------------------------------------- |
| Rudņevs 45' 60' Balázs 66' Kovács 55' Máté 64' | (1 – 4) Jegyzőkönyv | Pavlović 16' 59' Kovács 28' (öngól) Oláh 28' Grúz 45' Balázs 54' Gujić 66' |

| ZTE Aréna, Zalaegerszeg Nézőszám: 3 028 Játékvezető: Bognár Tamás (magyar) |

| 2. forduló 2010. augusztus 6. 19:00 |

| Kaposvári Rákóczi    | 0 – 1               | Újpest                                                            |
| -------------------- | ------------------- | ----------------------------------------------------------------- |
| Kulcsár 25' Zsók 35' | (0 – 0) Jegyzőkönyv | Grúz 46' (öngól) Egerszegi 11' Tisza 70′ Takács 90+1' Banai 90+3' |

| Rákóczi Stadion, Kaposvár Nézőszám: 2 000 Játékvezető: Berger József (magyar) |

| 3. forduló 2010. augusztus 14. 19:00 |

| Kaposvári Rákóczi                         | 1 – 0               | Haladás             |
| ----------------------------------------- | ------------------- | ------------------- |
| Jawad 9' Gujić 22' Pavlović 58' Okuka 80' | (1 – 0) Jegyzőkönyv | Iszlai 68' Nagy 85' |

| Rákóczi Stadion, Kaposvár Nézőszám: 2 500 Játékvezető: Szabó Zsolt (magyar) |

| 4. forduló 2010. augusztus 21. 19:00 |

| BFC Siófok | 0 – 0               | Kaposvári Rákóczi                             |
| ---------- | ------------------- | --------------------------------------------- |
|            | (0 – 0) Jegyzőkönyv | Szepessy 19' Okuka 26' Oláh 88' Hegedűs 90+1' |

| Révész Géza utcai stadion, Siófok Nézőszám: 2 500 Játékvezető: Bognár Tamás (magyar) |

| 5. forduló 2010. augusztus 28. 19:00 |

| Kaposvári Rákóczi                       | 3 – 2               | Lombard Pápa                         |
| --------------------------------------- | ------------------- | ------------------------------------ |
| Grúz 84' 50' Kulcsár 87' 68' Zsók 90+2' | (0 – 1) Jegyzőkönyv | Abwo 36' Takács 79' 83′ Bárányos 32' |

| Rákóczi Stadion, Kaposvár Nézőszám: 2 000 Játékvezető: Takács János (magyar) |

| 6. forduló 2010. szeptember 10. 17:00 |

| Vasas                                                       | 1 – 3               | Kaposvári Rákóczi                                                                            |
| ----------------------------------------------------------- | ------------------- | -------------------------------------------------------------------------------------------- |
| Ferenczi 52' (11-esből) 55′ Arnaut 10' Bakos 29' Gáspár 86' | (0 – 2) Jegyzőkönyv | Pavlović 13' (11-esből) Jawad 14' 69' Gujić 68' (11-esből) Petrazzi 30' Hegedűs 41' Grúz 52' |

| Illovszky Rudolf Stadion, Budapest Nézőszám: 1 000 Játékvezető: Bede Ferenc (magyar) |

| 7. forduló 2010. szeptember 17. 17:00 |

| Kaposvári Rákóczi                                  | 1 – 2               | Paksi FC                                             |
| -------------------------------------------------- | ------------------- | ---------------------------------------------------- |
| Oláh 25' (11-esből) Balázs 35' Zsók 47' Lelkes 57' | (1 – 0) Jegyzőkönyv | Böde 61' Montvai 65' Sifter 30' Éger 62' Fiola 90+1' |

| Rákóczi Stadion, Kaposvár Nézőszám: 2 000 Játékvezető: Szilasi Szabolcs (magyar) |

| 8. forduló 2010. október 9. 17:00 |

| MTK Budapest           | 0 – 2               | Kaposvári Rákóczi                     |
| ---------------------- | ------------------- | ------------------------------------- |
| Ladányi 39' Pátkai 53' | (0 – 1) Jegyzőkönyv | Perić 31' Oláh 70' Grúz 51' Okuka 62' |

| Hidegkuti Nándor Stadion, Budapest Nézőszám: 800 Játékvezető: Fábián Mihály (magyar) |

- Elhalasztott mérkőzés.

| 9. forduló 2010. október 2. 18:00 |

| Kaposvári Rákóczi      | 2 – 1               | Kecskeméti TE                     |
| ---------------------- | ------------------- | --------------------------------- |
| Jawad 19' Oláh 37' 15' | (2 – 1) Jegyzőkönyv | Gyagya 12' 87' Bori 64' Čukić 71' |

| Rákóczi Stadion, Kaposvár Nézőszám: 1 500 Játékvezető: Miquel Alvaro Garcia (chilei) |

| 10. forduló 2010. október 16. 17:30 |

| Ferencváros                                                        | 1 – 0               | Kaposvári Rákóczi                                                  |
| ------------------------------------------------------------------ | ------------------- | ------------------------------------------------------------------ |
| Rósa 44' (11-esből) Andrézinho 33' Rodenbücher 52' Maróti 66′, 75′ | (1 – 0) Jegyzőkönyv | Zsók 14' Okuka 33' Oláh 36' Grúz 40' Kulcsár 81' Zahorecz 78′, 89′ |

| Albert Flórián Stadion, Budapest Nézőszám: 5 000 Játékvezető: Bede Ferenc (magyar) |

| 11. forduló 2010. október 23. 17:00 |

| Kaposvári Rákóczi | 0 – 0               | Budapest Honvéd                 |
| ----------------- | ------------------- | ------------------------------- |
| Pavlović 68′      | (0 – 0) Jegyzőkönyv | Coira 40' Haman 83' Moreira 89' |

| Rákóczi Stadion, Kaposvár Nézőszám: 3 000 Játékvezető: Takács János (magyar) |

| 12. forduló 2010. október 29. 17:00 |

| Debreceni VSC                          | 3 – 1               | Kaposvári Rákóczi                          |
| -------------------------------------- | ------------------- | ------------------------------------------ |
| Bódi 36' Czvitkovics 71' 75' Simać 31' | (1 – 1) Jegyzőkönyv | Oláh 43' Kulcsár 38' Grúz 70' Petrazzi 77' |

| Oláh Gábor utcai stadion, Debrecen Nézőszám: 3 000 Játékvezető: Szabó Zsolt (magyar) |

| 13. forduló 2010. november 6. 15:00 |

| Kaposvári Rákóczi           | 1 – 4               | Videoton                                        |
| --------------------------- | ------------------- | ----------------------------------------------- |
| Oláh 77' Perić 25' Zsók 89′ | (0 – 3) Jegyzőkönyv | Alves 2' (11-esből) 22' Vasiljević 12' Elek 67' |

| Rákóczi Stadion, Kaposvár Nézőszám: 3 000 Játékvezető: Andó-Szabó Sándor (magyar) Asszisztensek: Ring György Farkas Balázs |

| 14. forduló 2010. november 13. 13:00 |

| Szolnoki MÁV                  | 1 – 2               | Kaposvári Rákóczi                                            |
| ----------------------------- | ------------------- | ------------------------------------------------------------ |
| Ngalle 60' Pető 9' Mircea 62' | (0 – 1) Jegyzőkönyv | Szepessy 2' 90' Perić 66' Okuka 14' Hegedűs 16' Zahorecz 86' |

| Tiszaligeti stadion, Szolnok Nézőszám: 1 200 Játékvezető: Miquel Alvaro Garcia (chilei) |

| 15. forduló 2010. november 19. 17:00 |

| Kaposvári Rákóczi             | 3 – 0               | Győri ETO                                        |
| ----------------------------- | ------------------- | ------------------------------------------------ |
| Oláh 13' 57' Petrazzi 59' 38' | (1 – 0) Jegyzőkönyv | Ganugrava 12' Copa 13' Völgyi 63' Pilibaitis 67' |

| Rákóczi Stadion, Kaposvár Nézőszám: 1 500 Játékvezető: Solymosi Péter (magyar) |

| 16. forduló 2010. november 27. 16:00 |

| Kaposvári Rákóczi                        | 2 – 1               | Zalaegerszegi TE                           |
| ---------------------------------------- | ------------------- | ------------------------------------------ |
| Oláh 11' Perić 13' Hegedűs 16' Okuka 28' | (2 – 1) Jegyzőkönyv | Simon 1' Varga 12' Kamber 21' Rajcomar 26' |

| Rákóczi Stadion, Kaposvár Nézőszám: 2 000 Játékvezető: Fábián Mihály (magyar) |

#### Tavaszi fordulók
| 17. forduló 2011. február 26. 17:30 |

| Újpest                                                      | 3 – 2               | Kaposvári Rákóczi                                  |
| ----------------------------------------------------------- | ------------------- | -------------------------------------------------- |
| Rubus 48' Lázár 52' 87' Ahjupera 32' Mitrović 39' Matoš 83′ | (0 – 2) Jegyzőkönyv | Perić 15' Hegedűs 30' 70' Zahorecz 23' Kulcsár 78' |

| Szusza Ferenc Stadion, Budapest Nézőszám: 3 276 Játékvezető: Iványi Zoltán (magyar) |

| 18. forduló 2011. március 5. 16:00 |

| Haladás                                    | 2 – 0               | Kaposvári Rákóczi              |
| ------------------------------------------ | ------------------- | ------------------------------ |
| Oross 4' Irhás 66' Sipos 82' Guzmics 90+2' | (1 – 0) Jegyzőkönyv | Grúz 15' Oláh 17' Petrazzi 65' |

| Rohonci úti stadion, Szombathely Nézőszám: 3 500 Játékvezető: Oláh Gábor (magyar) |

| 19. forduló 2011. március 12. 16:00 |

| Kaposvári Rákóczi                                      | 3 – 0               | BFC Siófok             |
| ------------------------------------------------------ | ------------------- | ---------------------- |
| Perić 23' Oláh 35' (11-esből) 37' Balázs 85' Gujić 63' | (2 – 0) Jegyzőkönyv | Katona 37′ Kecskés 56' |

| Rákóczi Stadion, Kaposvár Nézőszám: 3 000 Játékvezető: Németh Ádám (magyar) |

| 20. forduló 2011. március 19. 15:00 |

| Lombard Pápa           | 1 – 1               | Kaposvári Rákóczi                |
| ---------------------- | ------------------- | -------------------------------- |
| Marić 32' Dlusztus 18' | (1 – 0) Jegyzőkönyv | Hegedűs 66' Farkas 33' Perić 90' |

| Perutz Stadion, Pápa Nézőszám: 1 800 Játékvezető: Farkas Ádám (magyar) |

| 21. forduló 2011. április 1. 17:00 |

| Kaposvári Rákóczi    | 0 – 1               | Vasas                              |
| -------------------- | ------------------- | ---------------------------------- |
| Kulcsár 29' Bank 73' | (0 – 0) Jegyzőkönyv | Ferenczi 82' Gáspár 32' Katona 59' |

| Rákóczi Stadion, Kaposvár Nézőszám: 2 000 Játékvezető: Miquel Alvaro Garcia (chilei) |

| 22. forduló 2011. április 9. 17:00 |

| Paksi FC                  | 2 – 3               | Kaposvári Rákóczi      |
| ------------------------- | ------------------- | ---------------------- |
| Bartha 57' Magasföldi 60' | (0 – 1) Jegyzőkönyv | Perić 17' 47' Oláh 76' |

| Fehérvári úti stadion, Paks Nézőszám: 1 500 Játékvezető: Bognár Tamás (magyar) |

| 23. forduló 2011. április 16. 18:00 |

| Kaposvári Rákóczi     | 2 – 1               | MTK Budapest            |
| --------------------- | ------------------- | ----------------------- |
| Oláh 38' 39' Máté 83' | (1 – 1) Jegyzőkönyv | Tischler 14' Pátkai 80' |

| Rákóczi Stadion, Kaposvár Nézőszám: 2 000 Játékvezető: Andó-Szabó Sándor (magyar) |

| 24. forduló 2011. április 23. 17:00 |

| Kecskeméti TE                                                                      | 4 – 1               | Kaposvári Rákóczi            |
| ---------------------------------------------------------------------------------- | ------------------- | ---------------------------- |
| Bori 6' (11-esből) 30' Tököli 17' Litsingi 46' Kéthévoama 65' Balogh 60' Ebala 84' | (2 – 0) Jegyzőkönyv | Perić 64' Korhut 5' Máté 11' |

| Széktói Stadion, Kecskemét Nézőszám: 2 500 Játékvezető: Németh Ádám (magyar) |

| 25. forduló 2011. április 27. 18:00 |

| Kaposvári Rákóczi                                                 | 2 – 1               | Ferencváros                       |
| ----------------------------------------------------------------- | ------------------- | --------------------------------- |
| Oláh 63' (11-esből) Zsók 90' 25' Okuka 18' Gujić 21' Pavlović 63' | (0 – 0) Jegyzőkönyv | Schembri 47' Tutorić 20' Rósa 83' |

| Rákóczi Stadion, Kaposvár Nézőszám: 3 500 Játékvezető: Bognár Tamás (magyar) |

| 26. forduló 2011. április 30. 18:00 |

| Budapest Honvéd        | 1 – 0               | Kaposvári Rákóczi      |
| ---------------------- | ------------------- | ---------------------- |
| Danilo 53' Zelenka 83' | (0 – 0) Jegyzőkönyv | Pavlović 58' Perić 81' |

| Bozsik József Stadion, Budapest Nézőszám: 1 800 Játékvezető: Radványi Ádám (magyar) |

| 27. forduló 2011. május 7. 17:30 |

| Kaposvári Rákóczi | 0 – 0               | Debreceni VSC                    |
| ----------------- | ------------------- | -------------------------------- |
| Okuka 38'         | (0 – 0) Jegyzőkönyv | Bódi 32' Illés 71' Coulibaly 72' |

| Rákóczi Stadion, Kaposvár Nézőszám: 2 500 Játékvezető: Kassai Viktor (magyar) |

| 28. forduló 2011. május 11. 19:00 |

| Videoton                                                         | 3 – 1               | Kaposvári Rákóczi    |
| ---------------------------------------------------------------- | ------------------- | -------------------- |
| Nikolics 34' Polonkai 80' 81' Szakály 88' Elek 82' Gosztonyi 94′ | (1 – 0) Jegyzőkönyv | Grumić 76' Okuka 82' |

| Sóstói Stadion, Székesfehérvár Nézőszám: 7 500 Játékvezető: Tomasz Musiał (lengyel) Asszisztensek: Sebastian Mucha Jakub Slusarszki |

| 29. forduló 2011. május 14. 19:00 |

| Kaposvári Rákóczi | 0 – 1               | Szolnoki MÁV                          |
| ----------------- | ------------------- | ------------------------------------- |
| Okuka 65'         | (0 – 0) Jegyzőkönyv | Hervé Tchami 66' Némedi 43' Jokić 83' |

| Rákóczi Stadion, Kaposvár Nézőszám: 2 200 Játékvezető: Gaál Gyöngyi (magyar) |

| 30. forduló 2011. május 21. 17:30 |

| Győri ETO                                         | 2 – 0               | Kaposvári Rákóczi |
| ------------------------------------------------- | ------------------- | ----------------- |
| Alekszidze 32' Dinjar 35' Ganugrava 13' Fehér 37' | (2 – 0) Jegyzőkönyv | Zsók 28'          |

| ETO Park, Győr Nézőszám: 4 000 Játékvezető: Takács János (magyar) |

#### Végeredmény
| #   | Csapat              | M  | GY | D  | V  | G+ – G– | GK  | P                                                      | Megjegyzések                                   |
| --- | ------------------- | -- | -- | -- | -- | ------- | --- | ------------------------------------------------------ | ---------------------------------------------- |
| 1.  | Videoton (B)        | 30 | 18 | 7  | 5  | 59–29   | +30 | 61                                                     | 2011–2012-es Bajnokok Ligája – 2. selejtezőkör |
| 2.  | Paks                | 30 | 17 | 5  | 8  | 54–38   | +16 | 56                                                     | 2011–2012-es Európa-liga – 1. selejtezőkör     |
| 3.  | Ferencváros         | 30 | 15 | 5  | 10 | 50–43   | +7  | 50                                                     | 2011–2012-es Európa-liga – 1. selejtezőkör     |
| 4.  | Zalaegerszegi TE    | 30 | 14 | 6  | 10 | 51–47   | +4  | 48 \|rowspan="8" style="background-color: #fafafa;" \| |                                                |
| 5.  | Debreceni VSCCV, K  | 30 | 12 | 10 | 8  | 53–43   | +10 | 46                                                     |                                                |
| 6.  | Újpest              | 30 | 13 | 6  | 11 | 50–38   | +12 | 45                                                     |                                                |
| 7.  | Kaposvári Rákóczi   | 30 | 13 | 4  | 13 | 41–42   | −1  | 43                                                     |                                                |
| 8.  | Haladás             | 30 | 11 | 8  | 11 | 42–36   | +6  | 41                                                     |                                                |
| 9.  | Győri ETO           | 30 | 10 | 11 | 9  | 40–35   | +5  | 41                                                     |                                                |
| 10. | Budapest Honvéd     | 30 | 11 | 7  | 12 | 36–39   | −3  | 40                                                     |                                                |
| 11. | Vasas               | 30 | 11 | 7  | 12 | 34–46   | −12 | 40                                                     |                                                |
| 12. | Kecskeméti TE (KGY) | 30 | 11 | 3  | 16 | 51–56   | −5  | 36                                                     | 2011–2012-es Európa-liga – 2. selejtezőkör1    |
| 13. | Lombard Pápa        | 30 | 10 | 5  | 15 | 39–52   | −13 | 35 \|rowspan="2" style="background-color: #fafafa;" \| |                                                |
| 14. | BFC SiófokÚ         | 30 | 8  | 10 | 12 | 29–41   | −12 | 34                                                     |                                                |
| 15. | MTK Budapest (K)    | 30 | 8  | 6  | 16 | 35–49   | −14 | 30                                                     | NB II                                          |
| 16. | Szolnoki MÁVÚ (K)   | 30 | 5  | 6  | 19 | 26–56   | −30 | 21                                                     | NB II                                          |

Utolsó frissítés: 2011. május 22. 
Forrás: MLSZ adatbank 
A rangsorolás alapszabályai: 1. összpontszám, 2. győzelmek száma, 3. gólkülönbség, 4. szerzett gólok száma, 5. egymás elleni eredmények összpontszáma,  6. egymás elleni eredmények gólkülönbsége, 7. egymás elleni eredmények szerzett góljainak száma, 8. egymás elleni eredmények idegenben szerzett góljainak száma.
1 A Kecskeméti TE a 2011–2012-es Európa-liga 2. selejtezőkörében indulhat, kupagyőztesként.
(B): Bajnokcsapat, (K): Kieső csapat, (F): Feljutó csapat, (I): Kupainduló, (R): A rájátszás győztese, (KGY): Kupagyőztes

#### Eredmények összesítése
Az alábbi táblázatban összesítve szerepelnek a Kaposvári Rákóczi FC 2010/11-es bajnokságban elért eredményei.
| Ősz/tavasz (forduló)    | Otthon | Otthon | Otthon | Otthon | Otthon | Otthon | Otthon | Idegenben | Idegenben | Idegenben | Idegenben | Idegenben | Idegenben | Idegenben |
| Ősz/tavasz (forduló)    | M      | GY     | D      | V      | LG–KG  | GK     | P      | M         | GY        | D         | V         | LG–KG     | GK        | P         |
| ----------------------- | ------ | ------ | ------ | ------ | ------ | ------ | ------ | --------- | --------- | --------- | --------- | --------- | --------- | --------- |
| Őszi szezon (1–16.)     | 9      | 5      | 1      | 3      | 13–11  | +2     | 16     | 7         | 4         | 1         | 2         | 13–9      | +4        | 13        |
| Tavaszi szezon (17–30.) | 6      | 3      | 1      | 2      | 7–4    | +3     | 10     | 8         | 1         | 1         | 6         | 8–18      | –10       | 4         |
| Összesen (1–30.)        | 15     | 8      | 2      | 5      | 20–15  | +5     | 26     | 15        | 5         | 2         | 8         | 21–27     | –6        | 17        |

#### Helyezések fordulónként
| Forduló  | 1  | 2 | 3  | 4 | 5  | 6  | 7 | 8  | 9  | 10 | 11 | 12 | 13 | 14 | 15 | 16 | 17 | 18 | 19 | 20 | 21 | 22 | 23 | 24 | 25 | 26 | 27 | 28 | 29 | 30 |
| -------- | -- | - | -- | - | -- | -- | - | -- | -- | -- | -- | -- | -- | -- | -- | -- | -- | -- | -- | -- | -- | -- | -- | -- | -- | -- | -- | -- | -- | -- |
| Helyszín | I  | O | O  | I | O  | I  | O | I  | O  | I  | O  | I  | O  | I  | O  | O  | I  | I  | O  | I  | O  | I  | O  | I  | O  | I  | O  | I  | O  | I  |
| Eredmény | GY | V | GY | D | GY | GY | V | GY | GY | V  | D  | V  | V  | GY | GY | GY | V  | V  | GY | D  | V  | GY | GY | V  | GY | V  | D  | V  | V  | V  |
| Helyezés | 1  | 7 | 3  | 3 | 2  | 1  | 3 | 2  | 2  | 2  | 3  | 6  | 8  | 6  | 5  | 3  | 5  | 6  | 4  | 5  | 5  | 4  | 3  | 4  | 3  | 3  | 4  | 6  | 6  | 7  |

Helyszín: O = Otthon; I = Idegenben. Eredmény: GY = Győzelem; D = Döntetlen; V = Vereség.

### Magyar kupa
| 3. forduló 2010. szeptember 22. 15:30 |

| Szekszárdi UFC                 | 1 – 3               | Kaposvári Rákóczi                     |
| ------------------------------ | ------------------- | ------------------------------------- |
| Kohány 38' Tóth 30' Kőkuti 55' | (1 – 1) Jegyzőkönyv | Zsolnai 29' Perić 34' 69' Kulcsár 78' |

| Nézőszám: 200 Játékvezető: Pákolicz Ákos (magyar) |

| 4. forduló 2010. október 26. 14:30 |

| Dunaharaszti MTK                                   | 1 – 2               | Kaposvári Rákóczi                                                       |
| -------------------------------------------------- | ------------------- | ----------------------------------------------------------------------- |
| Szemán 65' Wágner 11′ Riba 28' Füzi 45' Nánási 48' | (0 – 0) Jegyzőkönyv | Oláh 10' Petrók 58' 64' Kovács 33' Lelkes 55' Kulcsár 73' Ukwuoma 90+2' |

| Dunaharaszti Nézőszám: 350 Játékvezető: Berke Balázs (magyar) |

| 5. forduló Első mérkőzés 2011. február 16. 16:00 |

| Kaposvári Rákóczi                      | 1 – 0               | Paksi FC             |
| -------------------------------------- | ------------------- | -------------------- |
| Pavlović 24' 43' Hegedűs 71' Okuka 83' | (1 – 0) Jegyzőkönyv | Heffler 51' Kiss 83' |

| Rákóczi Stadion, Kaposvár Nézőszám: 400 Játékvezető: Kassai Viktor (magyar) |

| 5. forduló Visszavágó 2011. március 2. 14:30 |

| Paksi FC  | 0 – 1               | Kaposvári Rákóczi     |
| --------- | ------------------- | --------------------- |
| Vayer 40' | (0 – 0) Jegyzőkönyv | Pavlović 63' Grúz 36' |

| Fehérvári úti stadion, Paks Nézőszám: 500 Játékvezető: Takács János (magyar) |

| 6. forduló Első mérkőzés 2011. március 8. 18:00 |

| Újpest                            | 2 – 3               | Kaposvári Rákóczi                      |
| --------------------------------- | ------------------- | -------------------------------------- |
| Lázár 33' Ahjupera 60' Szokol 45' | (1 – 2) Jegyzőkönyv | Grumić 20' 38' Balázs 64' Petrazzi 72' |

| Szusza Ferenc Stadion, Budapest Nézőszám: 1 152 Játékvezető: Kassai Viktor (magyar) |

| 6. forduló Visszavágó 2011. március 16. 17:00 |

| Kaposvári Rákóczi                   | 2 – 2               | Újpest                                                                |
| ----------------------------------- | ------------------- | --------------------------------------------------------------------- |
| Zsók 20' Kulcsár 73' 73' Kovács 79' | (1 – 0) Jegyzőkönyv | Böőr 62' 31' Sitku 86' Dvorschák 16' Rajczi 47′ Kiss 59' Mitrović 88′ |

| Rákóczi Stadion, Kaposvár Nézőszám: 1 000 Játékvezető: Solymosi Péter (magyar) |

| Elődöntő Első mérkőzés 2011. április 20. 18:00 |

| Kaposvári Rákóczi   | 0 – 1               | Videoton                                 |
| ------------------- | ------------------- | ---------------------------------------- |
| Kovács 49' Zsók 83' | (0 – 0) Jegyzőkönyv | Lipták 48' Elek 28' Andić 37' Farkas 72′ |

| Rákóczi Stadion, Kaposvár Nézőszám: 4 000 Játékvezető: Fábián Mihály (magyar) Asszisztensek: Varga Zsolt dr. Márkus Tamás |

| Elődöntő Visszavágó 2011. május 4. 17:00 |

| Videoton                                              | 4 – 0               | Kaposvári Rákóczi         |
| ----------------------------------------------------- | ------------------- | ------------------------- |
| Vasiljević 11' 56' Vaskó 17' Nikolics 92' Hidvégi 29' | (2 – 0) Jegyzőkönyv | Portulez 53' Pavlović 86' |

| Sóstói Stadion, Székesfehérvár Nézőszám: 1 300 Játékvezető: Solymosi Péter (magyar) Asszisztensek: Lémon Oszkár Takács Gábor |

### Ligakupa

#### Csoportkör (D csoport)
| 2010. július 24. 20:00 |

| Kaposvári Rákóczi   | 1 – 1               | Újpest               |
| ------------------- | ------------------- | -------------------- |
| Oláh 23' Lipusz 89' | (1 – 0) Jegyzőkönyv | Simon 56' Tajthy 45′ |

| Rákóczi Stadion, Kaposvár Nézőszám: 500 Játékvezető: Solymosi Péter (magyar) |

| 2010. november 3. 17:15 |

| BFC Siófok        | 1 – 1               | Kaposvári Rákóczi                                               |
| ----------------- | ------------------- | --------------------------------------------------------------- |
| Ivancsics 36' 19' | (1 – 0) Jegyzőkönyv | Pavlović 78' Szepessy 33' Kovács 55' Zahorecz 67' Kulcsár 91+1' |

| Révész Géza utcai stadion, Siófok Játékvezető: Oláh Gábor (magyar) |

| 2010. november 24. 18:00 |

| Kaposvári Rákóczi | 0 – 3               | BFC Siófok                                   |
| ----------------- | ------------------- | -------------------------------------------- |
| Pavićević 33'     | (0 – 1) Jegyzőkönyv | Ribeiro 12' Honma 65' Kecskés 67' Graszl 33' |

| Rákóczi Stadion, Kaposvár Játékvezető: Alvaro Garcia Miquel (chilei) |

| 2010. december 1. 14:00 |

| Újpest                             | 3 – 1               | Kaposvári Rákóczi |
| ---------------------------------- | ------------------- | ----------------- |
| Balogh 35' Litauszki 83' Lázár 89' | (1 – 1) Jegyzőkönyv | Zahorecz 4'       |

| Illovszky Rudolf Stadion, Budapest Játékvezető: Németh Ádám (magyar) |

#### A D csoport végeredménye
| Színmagyarázat | Színmagyarázat                                                 |
| -------------- | -------------------------------------------------------------- |
|                | A csoportelső bejutott a negyeddöntőbe.                        |
|                | A csoport többi helyezettje nem folytathatta a kupaszereplést. |

| Csapat            | M | Gy | D | V | G+ | G– | Gk | P  |
| ----------------- | - | -- | - | - | -- | -- | -- | -- |
| BFC Siófok        | 4 | 3  | 1 | 0 | 8  | 3  | +5 | 10 |
| Újpest            | 4 | 1  | 1 | 2 | 6  | 6  | 0  | 4  |
| Kaposvári Rákóczi | 4 | 0  | 2 | 2 | 3  | 8  | –5 | 2  |

## Külső hivatkozások
- A csapat hivatalos honlapja
- A Magyar Labdarúgó Szövetség honlapja, adatbankja